# Місюра Олена Терентіївна
Олена Терентіївна Місюра (9 червня 1927 — ?) — українська радянська діячка, новатор виробництва, бригадир бригади монтажників Львівського виробничо-технічного об'єднання «Електрон» Львівської області. Кандидат у члени ЦК КПУ в березні 1971 — лютому 1976 року. Член ЦК КПУ в лютому 1976 — лютому 1981 року.

## Життєпис
На 1960-ті — 1980-ті роки — бригадир бригади монтажників комплектувально-заготівельного цеху Львівського виробничо-технічного об'єднання «Електрон» Львівської області.
Член КПРС з 1963 року.
Потім — на пенсії в місті Львові.

## Родина
Батько, Терентій Місюра. Мати, Софія Петрівна.

## Нагороди
- ордени
- медалі